# Nostra Senyora dels Dolors (Manacor)
L'Església de Nostra Senyora dels Dolors està situada a la plaça del Rector Rubí, a Manacor. També és coneguda com «L'església Gran»". La construcció va començar a final del segle xix per iniciativa del rector Rubí. L'obra va ser encomanada a l'enginyer naval Josep Barceló i Runggaldier, que dibuixà els plànols i dirigí l'obra. Continuà la feina Gaspar Bennàssar, que va construir el campanar, tot i que la façana principal del Portal Major encara resta inacabada.

## Història
Sembla que el solar on es troba l'edifici ja era el lloc de culte en l'època islàmica. També és el lloc on el 1248, just després de la conquesta de Jaume I, se situava Sant Maria de Manacor, una de les esglésies esmentades aquell any a una butla d'Innocenci IV. A causa de les petites dimensions d'aquesta primera església, ja en el segle XIV se n'estava edificant una de nova, que s'acabà en el segle xvi, tot i que el portal major era de finals del xviii. Aquesta és l'església que s'esbucà per a construir-hi l'actual. Tot i això, queden algunes parts de final del segle xviii, com les capelles de Sant Antoni i Sant Francesc fins a l'alçada de les tribunes, les torres de l'antic frontis principal als costats del campanar, part de la sagristia de la Puríssima i part del campanar vell a la capella del campanar.

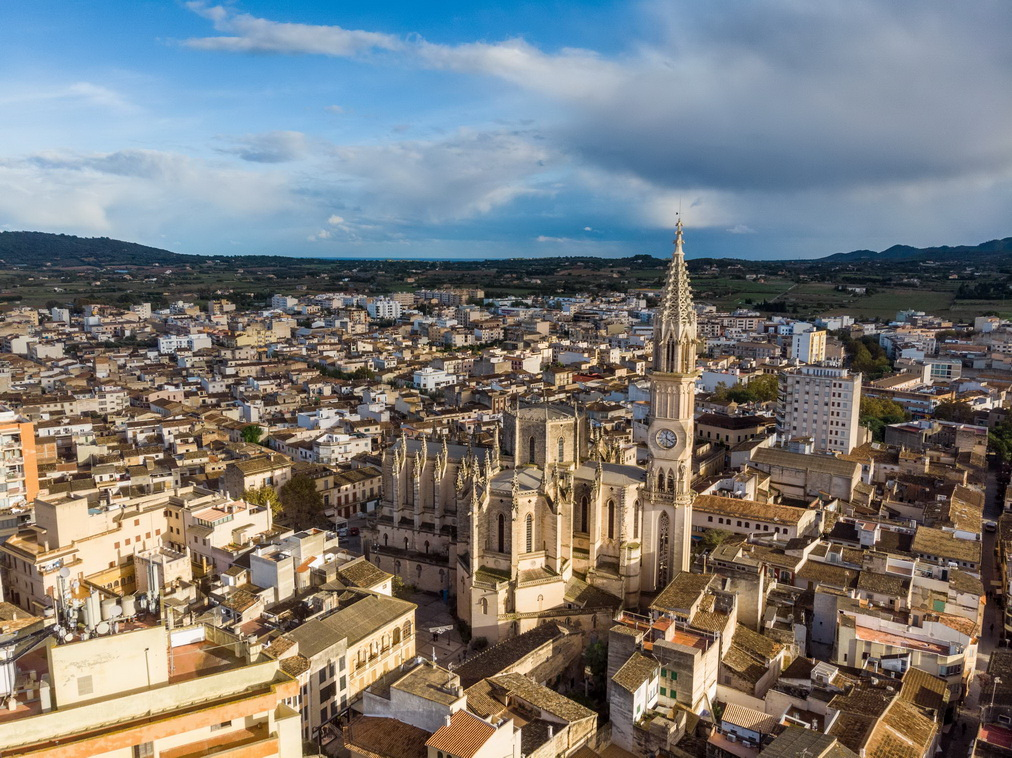
Vista aèria de l'església

## Característiques arquitectòniques
D'estil neogòtic, presenta planta de creu llatina, d'una sola nau amb capelles entre els contraforts, amb els braços en tram anterior al presbiteri. A la nau principal hi ha deu capelles (cinc a cada costat) i al presbiteri hi ha una capella a cada costat i l'altar major. A cada braç del creuer hi ha set capelles, entre les quals destaquen les dues del cap: una dedicada a la Immaculada i l'altra al Sant Crist de Manacor. La torre del campanar, que va ser restaurada entre els anys 1997 i 2000, fa 75 metres d'alçada.